# Ilhas Benkove
As ilhas Benkove (em eslovaco:  Benkove ostrovy) são um arquipélago de doze ilhas de 0,6 ha que se encontram na albufeira de Gabčíkovo, a sul de Bratislava e a oeste da aldeia de Kalinkovo, na Eslováquia. São ilhas artificiais e foram construídas entre 2006 e 2007 como parte da proteção contra inundações da capital eslovaca, Bratislava.
A maioria das ilhas não tem vegetação, a costa é rochosa e têm cerca de 10 metros de largura, aproximadamente 50 metros de comprimento e cerca de 1,2 metros de altura.